# 1971 في سويسرا
فيما يلي قوائم الأحداث التي وقعت خلال عام 1971 في سويسرا.

## سياسة

### انتهاء فترة المنصب
- 28 نوفمبر – ماكس بيل عضو المجلس الوطني السويسري.

## مواليد

### يناير
- 8 يناير – باسكال زوبربوهلر لاعب كرة قدم سويسري.

### مايو
- 10 مايو – بيت زبيرج درّاج طريق سويسري.

### يونيو
- 27 يونيو – سيباستيان فورنييه لاعب كرة قدم سويسري.

### سبتمبر
- 12 سبتمبر – أوسكار كامينزيند درّاج طريق سويسري.
- 29 سبتمبر – ليوناردو بيبولي درّاج طريق إيطالي.

### أكتوبر
- 4 أكتوبر – هويت فان هويتما

## وفيات

### مايو
- 19 مايو – ألبيرت غوينكارد (مواليد 1914) لاعب كرة قدم سويسري.